# Lekindrof
Lekindrof (njemački: Neckenmarkt, mađarski: Sopronnyék) je tržni grad u austrijskoj saveznoj državi Gradišće, administrativno pripada Kotaru Gornja Pulja. 

## Stanovništvo
Lekindrof prema podacima iz 2010. godine ima 1.689 stanovnika. 1910. godine je imao 1.790 stanovnika većinom Nijemca.

## Vanjske poveznice
- Internet stranica naselja